# Union sportive de Koumassi
L' Union sportive de Koumassi  est un club de football ivoirien basé à Abidjan. Il joue  en 3e division.
Fondé en 1999, il est actuellement présidé par Faye Oumar.